# Хронологија СФРЈ 1991.
| претходна целина: ◄ 1970—1979. |                              |
| Хронологија СФР Југославије и Савеза комуниста Југославије током 1980-их и почетком 1990-их 1980. 1981. 1982. 1983. 1984. 1985. 1986. 1987. 1988. 1989. 1990. 1991. 1992. | следећа целина: 1992—1995. ► |

Хронолошки преглед важнијих догађаја везаних за друштвено-политичка дешавања у Социјалистичкој Федеративној Републици Југославији (СФРЈ), као и општа политичка, друштвена и културна дешавања која су се догодила у току 1991. године.
| Јануар Фебруар Март Април Мај Јун Јул Август Септембар Октобар Новембар Децембар |

## Јануар

#### 3. јануар
- У Перту (Аустралија), од 3. до 13. јануара, одржано VI светско првенство у ватерполу на коме је репрезентација Југославије освојила је златну медаљу. Друго и треће место заузеле су репрезентације Шпаније и Мађарске.

#### 10. јануар
- У Београду одржан састанак чланова Председништва СФРЈ са председником Савезног извршног већа Антом Марковићем и новоизабраним републичким председницима.

#### 25. јануар
- Телевизија Београд приказала специјалну емисију Шта је истина о наоружавању ХДЗ у Хрватској у којој су објављени аудио и видео-снимци Мартина Шпегеља, пензионисаног генерал-пуковник ЈНА и министра одбране у Влади Хрватске, и његових сарадника из октобра 1990, које је снимила Контраобавештајна служба („Афера Шпегељ”).